# Ted Ranken
Thomas Ranken, conegut com a Ted Ranken   (Edimburg, 18 de maig de 1875 - Edimburg, 27 d'abril de 1950) fou un tirador olímpic escocès, guanyador de tres medalles olímpiques amb l'equip britànic.
Va participar, als 32 anys, en els Jocs Olímpics d'Estiu de 1908 celebrats a Londres, on va guanyar tres medalles de plata en les proves de tir al cérvol (tret simple), tir al cérvol (doble tret) i tir al cérvol (tret simple) per equips. Així mateix també finalitzà cinquè en la prova de rifle militar, 1000 iardes.
Participà en els Jocs Olímpics d'Estiu de 1924 realitzats a París (França), on va finir vint-i-dosè en les proves de tir al cérvol (tret simple) i tir al cérvol (tir doble).